# Pākāla
Pākāla är en ort i Indien.   Den ligger i distriktet Chittoor och delstaten Andhra Pradesh, i den södra delen av landet, 1 700 km söder om huvudstaden New Delhi. Pākāla ligger 368 meter över havet och antalet invånare är 24 680.
Terrängen runt Pākāla är platt åt sydväst, men åt nordost är den kuperad. Runt Pākāla är det tätbefolkat, med 266 invånare per kvadratkilometer. Pākāla är det största samhället i trakten. Omgivningarna runt Pākāla är en mosaik av jordbruksmark och naturlig växtlighet.